# Quercus brandegeei
Quercus brandegeei, también denominado encino arroyero, es una especie rara de planta de la familia Fagaceae, endémica de la sierra La Laguna, en la zona meridional del estado mexicano de Baja California Sur. Junto con otras fagáceas perennifolias norteamericanas fue denominado popularmente como encina o encino por analogía con la encina (Quercus ilex) de la península ibérica.
Q. brandegeei es un árbol de hoja perenne de hasta 20 metros de altura. Sus hojas, de hasta 65 mm de longitud, son elípticas o lanceoladas, sin lóbulos; el borde foliar puede no tener dientes, o tener unos pocos puntiagudos.
Las bellotas de Q. brandegeei han servido tradicionalmente de alimento básico a los seres humanos, consumiéndose tanto crudas como tostadas, aunque preferentemente en forma de atole, el cual se prepara mezclando las semillas, tostadas y molidas, con leche a temperatura cercana a la de ebullición.
La especie está amenazada por la pérdida de su hábitat.